# تشلة خانة
تشلة خانة هي قرية في مقاطعة سراب، إيران. عدد سكان هذه القرية هو 93 في سنة 2006.